# Tendais
Tendais es una freguesia portuguesa del concelho de Cinfães, con 31,69 km² de superficie y 894 habitantes (2001). Su densidad de población es de 28,2 hab/km².

## Galería

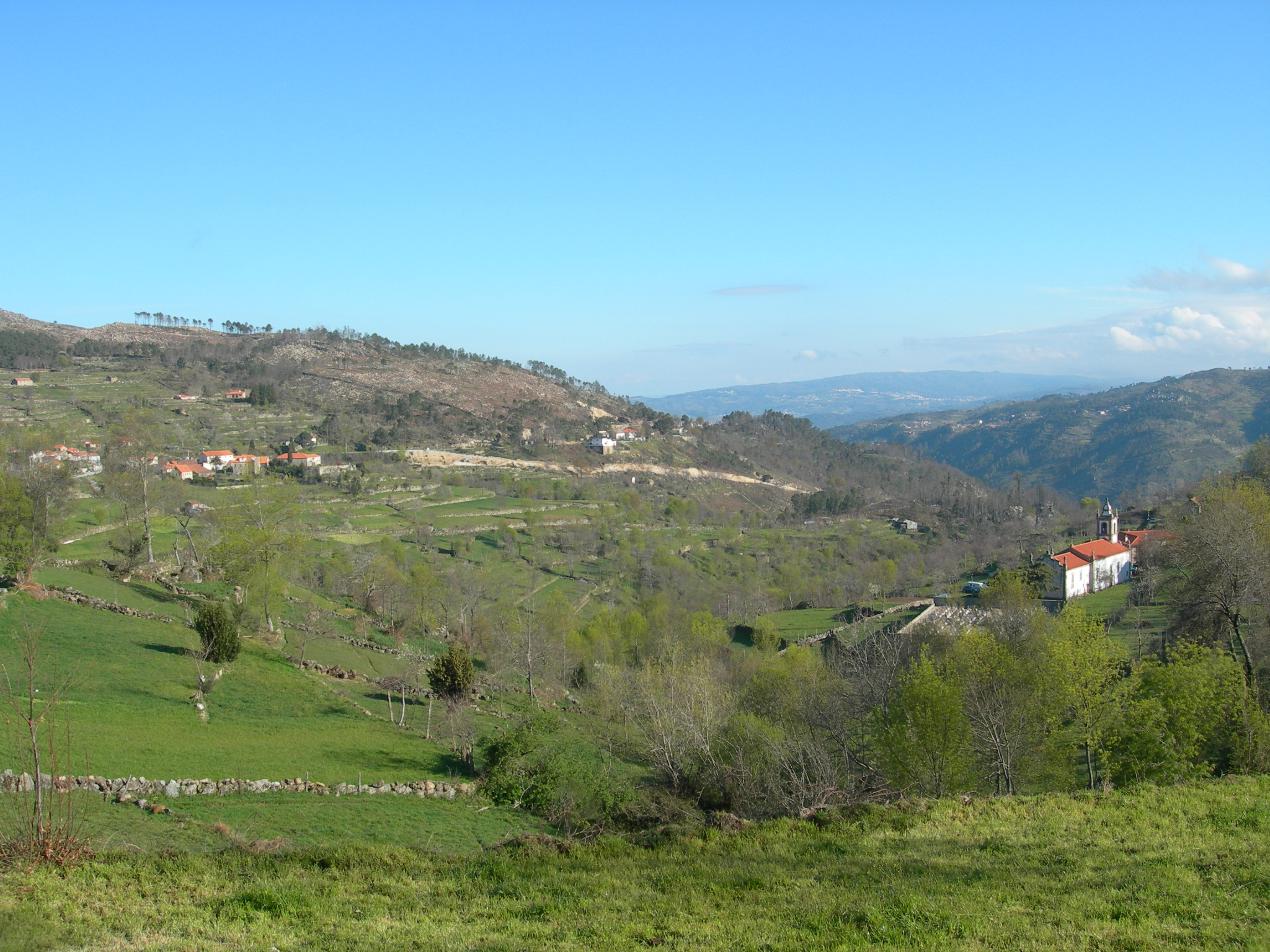
Tendais.